# Jazierske travertíny
Jazierske travertíny jsou přírodní památka v katastrálním území města Ružomberok v okrese Ružomberok v Žilinském kraji na Slovensku. Území bylo vyhlášeno v roce 1952 a jeho rozloha je 2,22 hektaru. Předmětem ochrany je travertinová terasa s mocností asi třicet metrů a s menšími terasami zaniklých jezírek.

## Přírodní poměry
Jde o vzácnou geomorfologickou formu travertinové terasy, která vyniká neobvyklou pestrostí povrchových tvarů. Vznikla vnořením se místního potoka do vápencového podloží. Na lokalitě, na níž stále probíhá tvorba travertinu, lze vidět přízemní kamenné útvary, vodopád, jeskynní otvor a malá travertinová jezírka, která dala oblasti typický vzhled i název.
Terasa je dokladem o vývoji živé přírody v posledním období čtvrtohor. Vodní tok potoka Revúce vytéká na okraji terasy a asi na 250 metrovém úseku se noří do vápencového podkladu a vzniká tak výrazná travertinová terasa se vzácnými druhy rostlin. Roste zde vzácná vlhkomilná vegetace. Lze zde nalézt například jednu z mála na Slovensku rostoucích masožravých rostlin, tučnici obyčejnou (Pinguicula vulgaris).

## Galerie

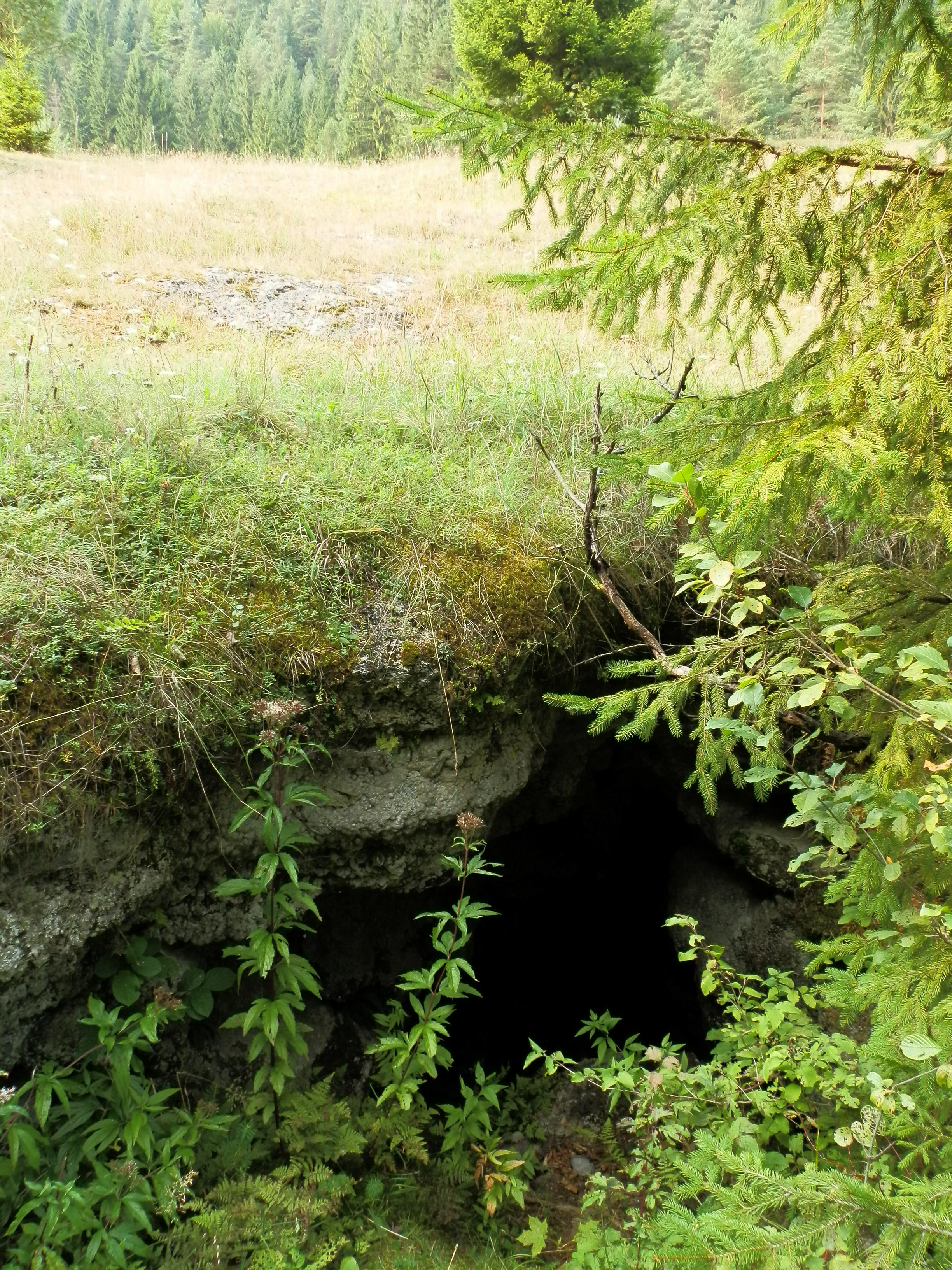
Jazierce
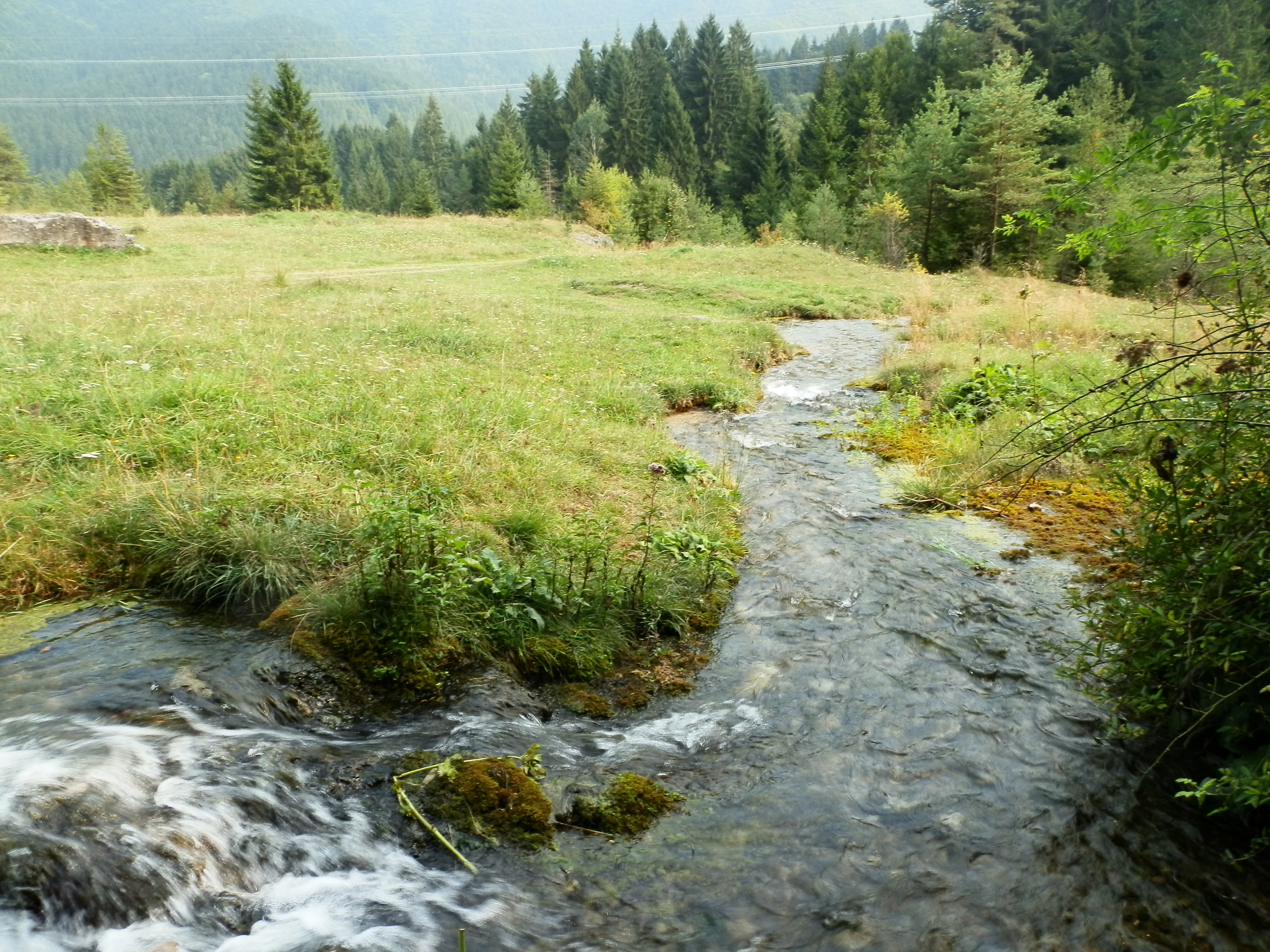
Jazierce, vodní zdroj
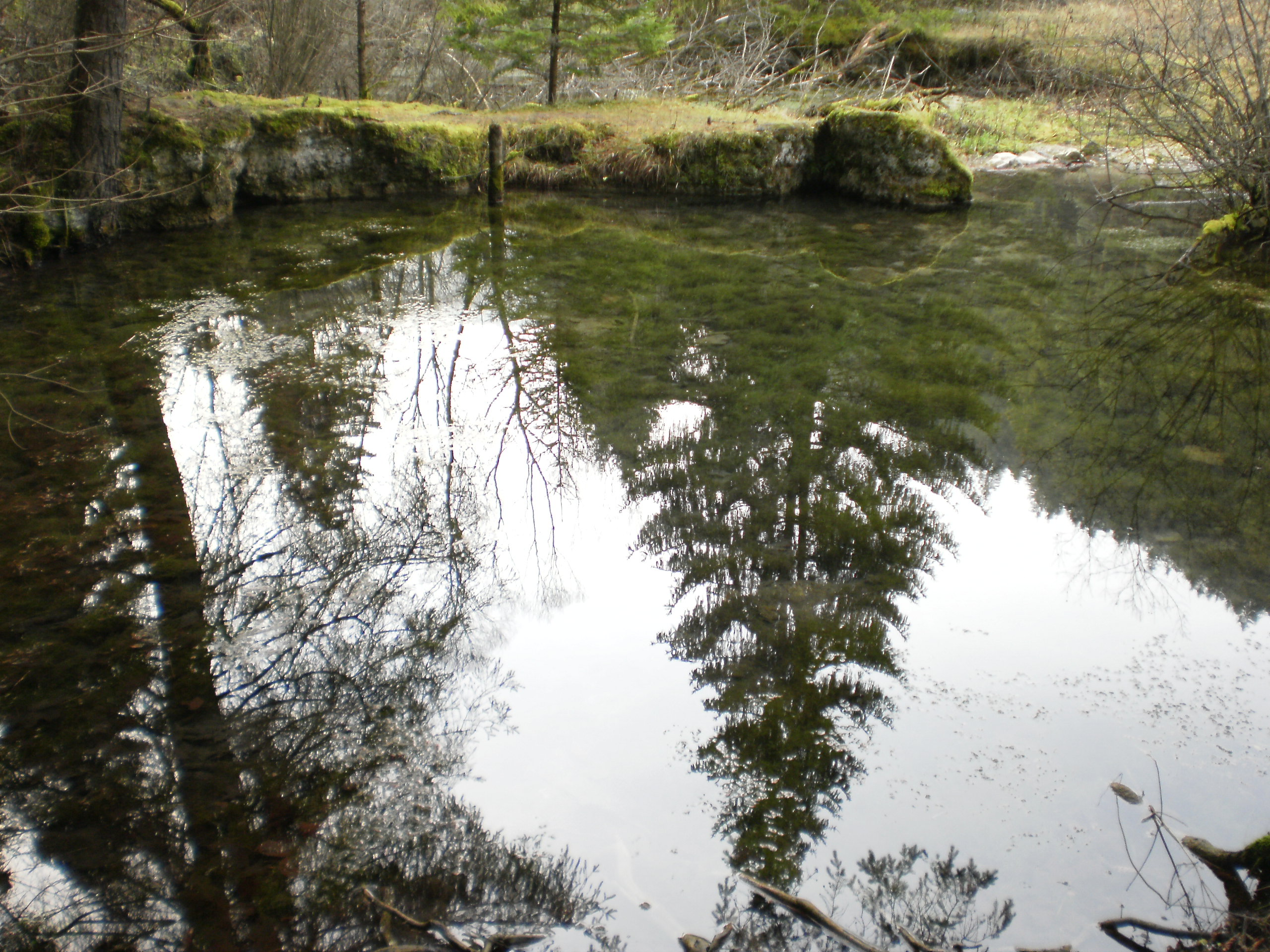
Jazierce